# Virtu Financial
Virtu Financial est une entreprise de trading à haute fréquence, basée à New York.

## Histoire
En avril 2017, Virtu Financial annonce l'acquisition de KCG Holdings pour 1,4 milliard de dollars.
En novembre 2018, Virtu Financial annonce l'acquisition d'Investment Technology Group pour 1 milliard de dollars.

## Sanctions
Le 4 décembre 2015, la Commission des sanctions de l’Autorité des marchés financiers prononce à l’encontre d’Euronext Paris SA une sanction de cinq millions d’euros, pour n’avoir pas exercé son activité "avec neutralité et impartialité, dans le respect de l’intégrité du marché, en accordant un avantage commercial de façon discrétionnaire à l’un de ses membres", la société de trading à haute fréquence Virtu Financial Europe (décision AMF SAN-2015-20). L'avantage conféré par Euronext à la société Virtu a permis à cette dernière de manipuler les cours de 27 titres de l'indice CAC 40 en 2009.
Entre le 21 juillet et le 2 septembre 2009, soit 32 séances de bourse, Virtu Financial a mis en place une stratégie qui consiste à profiter des petits écarts de prix entre les différentes plateformes boursières. La société rentrait et annulait de nouveaux ordres en permanence en fonction de l’évolution des meilleurs prix affichés. Ces interventions ont été possible grâce à des algorithmes qui agissaient en quelques millièmes de seconde. La commission des sanctions de l’AMF a estimé que Virtu Financial a pu réaliser un bénéfice de 782 000 euros.
La société a utilisé une stratégie qui consiste à envoyer des ordres d’achat et de vente pour faire bouger le marché dans une direction donnée, ou plutôt faire croire aux autres acteurs que le marché se dirige dans une direction donnée.
En analysant l’algorithme utilisé par la société, l’activité de Virtu Financial s’est caractérisée par un volume extrêmement élevé de messages (placement, modification et annulation de commandes) par rapport au nombre de transactions effectivement entreprises par elle et par d’autres participants ; par exemple, sur Euronext Paris, elle représentait 62,7% de l’ensemble des messages et 2% des transactions.
Les opérations ont été rapides et la durée de vie de ses commandes a été extrêmement courte par rapport aux pratiques comparables d’autres opérateurs actifs sur le marché à l’époque ; par exemple, sur Euronext Paris, 66% des commandes de Virtu Financial ont duré moins d’une seconde et 25% ont duré moins de 10 millisecondes.
La société Virtu a fait l'objet dans la même affaire d'une sanction pécuniaire de cinq millions d’euros. Euronext a fait appel de la décision de l'AMF : le Conseil d'État a maintenu la sanction à l'égard d'Euronext, et a ramené la sanction de société Virtu à trois millions d’euros